# International World Class Championship Wrestling
La International World Class Championship Wrestling fu una federazione indipendente di wrestling con sede a Boston, Massachusetts che operò dal 1984 al 1996. Il fondatore e proprietario era Angelo Savoldi, che la dirigeva insieme ai figli Mario, Tom e Joseph. Nel corso della sua esistenza, la IWCCW fu sempre considerata una sorta di compagnia "fuorilegge", che organizzava spesso eventi interpromozionali in collaborazione con la World Wrestling Council di Porto Rico, l'American Wrestling Association e la World Class Championship Wrestling. Nel corso degli anni novanta, gran parte del suo roster si trasferì in altre compagnie più celebri come World Wrestling Federation, World Championship Wrestling ed Extreme Championship Wrestling.

## Storia

### ICW: 1984-1991
Originariamente conosciuta come International Championship Wrestling (da non confondersi con l'omonima compagnia ICW di proprietà di Angelo Poffo esistita tra il 1978 e il 1984), la federazione cominciò ad organizzare eventi nella zona di Boston circa nel 1984 o 1985. Inizialmente l'ICW era affiliata con la World Wrestling Council di Porto Rico riconoscendo il WWC Universal Heavyweight Championship e il WWC Tag Team Championship come maggiori titoli della compagnia. I titoli non venivano mai definiti della WWC durante i programmi televisivi ICW, ma anzi presentati come fossero detenuti dalla ICW. Il 27 febbraio 1985, Dory Funk Jr. sconfisse Carlos Colón vincendo il WWC Universal Heavyweight Championship a Bangor (Maine). Questa fu la prima volta che il titolo WWC Universal cambiava di mano fuori da Porto Rico. All'epoca WWC e ICW si scambiavano talenti a vicenda. La collaborazione portò superstar come Abdullah the Butcher, Invaders e Hercules Ayala nella zona del New England. Il nipote di Angelo Savoldi, ”Jumping” Joe Savoldi, vinse il WWC Tag-Team Championship insieme ad Al Perez il 6 gennaio 1985, quando la coppia sconfisse Super Medico I & Black Gorman.
Nel 1985 la collaborazione tra ICW e WWC ebbe fine, e la tal cosa portò l'ICW a creare due suoi propri titoli Heavyweight e Tag Team nel 1985-86. L'ICW cominciò a lavorare con la Championship Wrestling from Florida, portando nella compagnia wrestler come Kevin Sullivan (che svolse anche l'attività di booker per l'ICW), Blackjack Mulligan, Mark Lewin, Austin Idol, The Russian Brute, George Petraski e Bruiser Brody. Altra collaborazione fu con l'American Wrestling Association, con la quale furono organizzati alcuni show congiunti nel New England.
L'ICW si espanse anche fuori dal territorio del New England e produsse eventi in New Jersey, Pennsylvania e nello Stato di New York. Tra la fine degli anni ottanta e l'inizio dei novanta, l'ICW si era guadagnata un buon seguito anche se non raggiunse mai il successo di altre federazioni regionali come World Class, PNW o USWA.
Circa nel 1989-90 l'ICW adottò una politica meno adulta e più orientata verso un pubblico giovane con gimmick quali “Super Duper Mario” (una versione wrestling di Super Mario), Curly Moe, The Equalizers: Zip, Zap & Zoom evanche un notiziario riservato ai ragazzi.
Paul E. Dangerously, dopo essere stato licenziato dalla WCW, andò a lavorare per la compagnia come sceneggiatore, ma fu licenziato il primo giorno di lavoro nel bel mezzo della registrazione tv.

### IWCCW: 1991-1995
Nel 1991 la compagnia stipulò un accordo con Kevin Von Erich per utilizzare il nome World Class Championship Wrestling. Von Erich aveva venduto il territorio WCCW a Jerry Jarrett e Jerry Lawler nel 1989 ma aveva mantenuto i diritti sul nome (per questo Jarrett e Lawler crearono la United States Wrestling Association). Così, per evitare di essere confusa con l'omonima federazione di Angelo Poffo, l'ICW cambiò nome in International World Class Championship Wrestling (IWCCW).
Kevin Von Erich aveva vinto il WCCW Texas Title ed apparve in numerosi promo con la cintura di campione per annunciare la fusione delle due federazioni. Kevin fu presentato come campione “World Class”. L'idea era quella di far scontrare i due campioni (Tony Atlas e Kevin Von Erich) per creare il titolo IWCCW. Kevin apparve un paio di volte nel New England, lottando 2 o 3 volte in programmi registrati, ma poco tempo dopo tornò in Texas, mettendo fine a qualsiasi piano di unificare le due cinture, ma il nome fu tenuto.
All'inizio del 1993, molti dei veterani della compagnia se ne andarono per accasarsi nella neonata Century Wrestling Alliance (l'odierna NWA Cold Front) diretta dall'ex manager e booker Tony Rumble. Tra quelli che passarono alla federazione di Rumble ci furono i campioni in carica Tony Atlas, Joe Savoldi e Billion Dollar Babies, lasciando vacanti molti titoli. L'IWCCW iniziò il suo declino nel biennio 1994-1995. Nonostante un breve tentativo di rilancio nel 1995 con l'ingaggio delle ex stelle WWF Tito Santana e Koko B. Ware, la compagnia chiuse i battenti a fine anno.
Mario Savoldi continuò ad organizzare sporadici eventi di wrestling nel New England anche dopo la fine della ICW/IWCCW.

### Televisione
Nonostante fosse una piccola compagnia che effettuava tour principalmente nella zona del New England, la ICW/IWCCW ebbe un programma televisivo trasmesso a livello nazionale fin dalle origini. Lo show, chiamato semplicemente International Championship Wrestling veniva addirittura trasmesso via satellite in Gran Bretagna. Gli spettacoli ICW consistevano abitualmente in una combinazione di materiale ICW/IWCCW e di altre compagnie quali WWC, Florida Wrestling, Memphis, National Wrestling Alliance e World Wrestling Federation. Durante la sua esistenza, il primo canale di musica video via etere V66 inserì nella sua programmazione lo show in rotazione quotidiana dal lunedì al venerdì alle 19:00. Dal 1990 circa spesso venivano ritrasmessi vecchi match della ICW, qualche volta presentati come nuovi, altre volte ripetendo lo stesso incontro per settimane di seguito: la vittoria del titolo di Vic Steamboat su Tony Atlas e Joe Savoldi che batteva Tasmaniac per il titolo dei pesi massimi leggeri IWCCW erano due degli incontri che venivano mostrati più di frequente.
In aggiunta al suo programma televisivo, la IWCCW deteneva i diritti del materiale d'archivio della WCCW prodotto in seguito all'acquisizione da parte del promotore Jerry Jarrett nel 1988, oltre alle librerie video di USWA Dallas, Wild West Wrestling e Global Wrestling Federation. Alla fine degli anni novanta, la famiglia Savoldi produsse svariati DVD a basso costo inclusa la serie Classic Superstars of Wrestling che comprendeva vecchi incontri di Steve Austin, Mick Foley e Booker T.

## Titoli
- WWC Universal Heavyweight Championship (1984–1985)
- WWC World Tag Team Championship (1984–1985)
- IWCCW Heavyweight Championship
- IWCCW Light Heavyweight Championship
- IWCCW Tag Team Championship
- IWCCW Women's Championship
- IWCCW Television Championship